# Majtie Kolberg
Majtie Kolberg (5 de diciembre de 1999) es una deportista de Alemania que compite en atletismo. Participó en el Campeonato Mundial de Atletismo de 2022 y en el Campeonato Europeo de Atletismo en Pista Cubierta de 2023, en la prueba de 800 m.